# كيمبرلي باريت
كيمبرلي باريت (بالإنجليزية: Kimberly Barrett) هي منافسة ألعاب القوى جامايكية، ولدت في 18 نوفمبر 1981.

## وصلات خارجية
- كيمبرلي باريت على موقع الاتحاد الدولي لألعاب القوى (الإنجليزية)
- كيمبرلي باريت على موقع أوليمبيديا (الإنجليزية)